# Cristal (boisson cubaine)
Pour les articles homonymes, voir Cristal (homonymie).
 (juillet 2021).

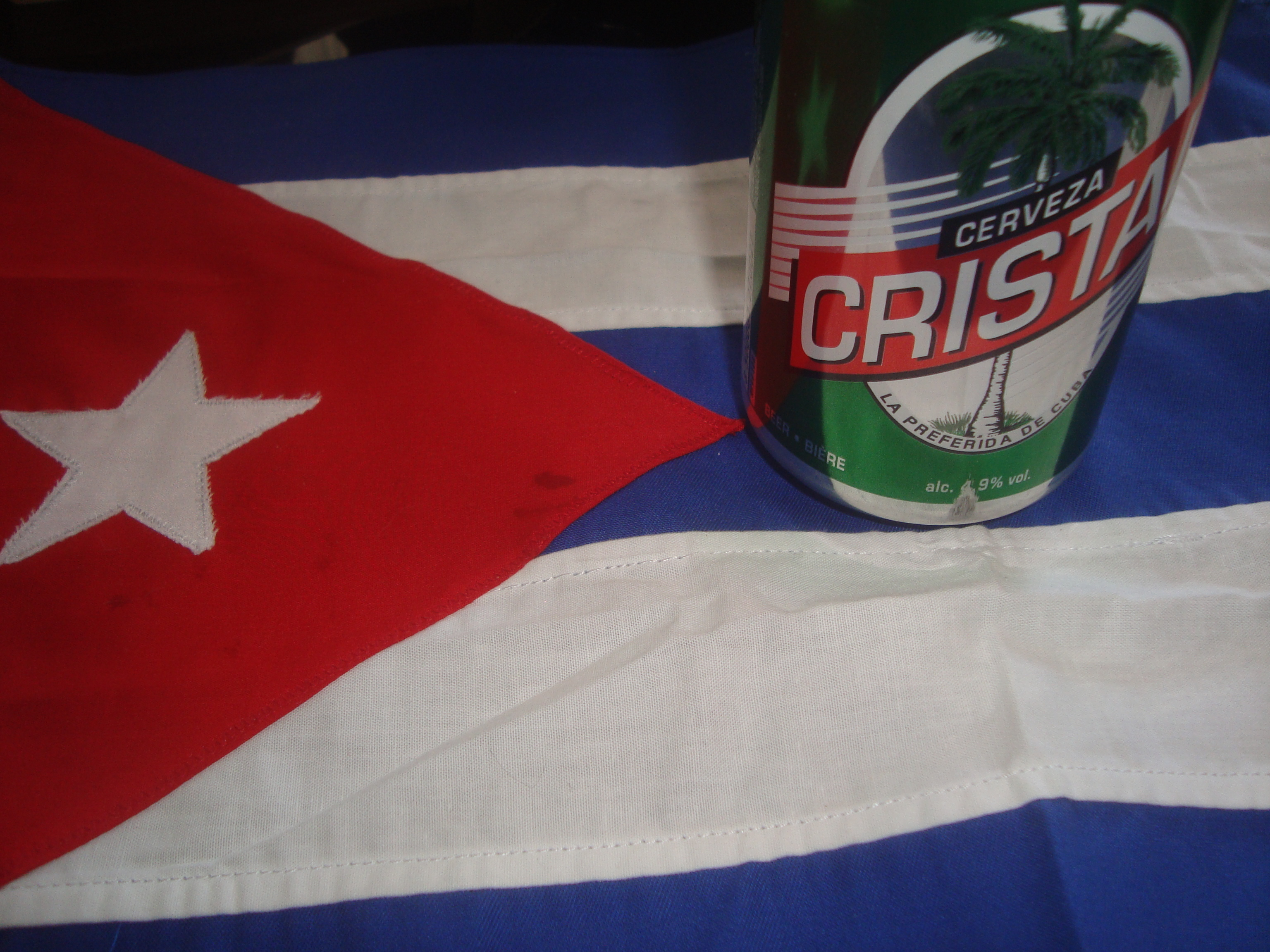
Bouteille de Cristal sur un drapeau de Cuba.

Cristal est une bière produite à Cuba depuis 1888. Elle est brassée à Holguín, dans l'est du pays, par Cervecería Bucanero,. Elle est de la famille de la pale lager.